# Självmordsattack

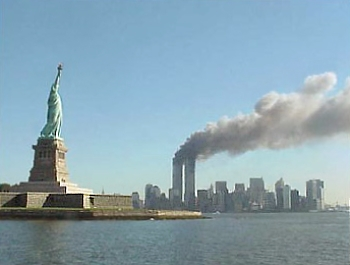
Den 11 september 2001 slog terrorister till i USA.

En självmordsattack är ett attentat som är utformat så att utövaren får dödliga skador. Motivet är ofta politiskt och/eller religiöst. Många självmordsbombningar förekommer på platser med mycket folk, som torg, eller under färd i fordon som buss, båt, flygplan och tåg. Självmordsbombningar är en form av terrorism i de fall då de riktas mot civila.
Självmordsattacker förekommer i många fall från 1800-talet i Europa. 1831 sprängde den nederländske löjtnanten Jan van Speijk sin egen båt i hamnen i Antwerpen den 5 februari 1831 för att inte bli tagen av belgarna under den belgiska revolutionen. I Ryssland uppstod en rörelse som ville ta död på stats- och regeringschefer, som vid bombattentatet mot tsar Alexander II av Ryssland 1881 då Ignacy Hryniewiecki tog sitt liv då han utförde attentatet.
I modern tid förknippas självmordsbombare mycket med al-Qaida och muslimsk fundamentalism. Självmordsattacker har varit en del i konflikterna i Egypten, Irak, Afghanistan, Libanon, Israel–Palestina-konflikten och Kaukasus.

## Kända attacker
- Under andra världskriget genomförde flera japanska stridspiloter, så kallade kamikazepiloter, självmordsattacker genom att frivilligt störtdyka med sina krigsflygplan rakt in i USA:s örlogsfartyg.

- Den 11 september 2001 genomförde militanta islamister de så kallade 11 september-attackerna i USA, där bland annat flygplan kapades och kördes rakt in i World Trade Center och försvarshögkvarteret Pentagon.

- Den 11 december 2010 utfördes Bombdåden i Stockholm 2010 i anslutning till Drottninggatan i Stockholm mitt under pågående julhandel. Först exploderade en bil på Olof Palmes gata och tio minuter senare skedde en explosion på Bryggargatan. I den senare explosionen omkom gärningsmannen och två personer skadades lindrigt.